# Castell de Sant Agustí

El Castell de Sant Agustí, respecte del terme d'Abella de la Conca

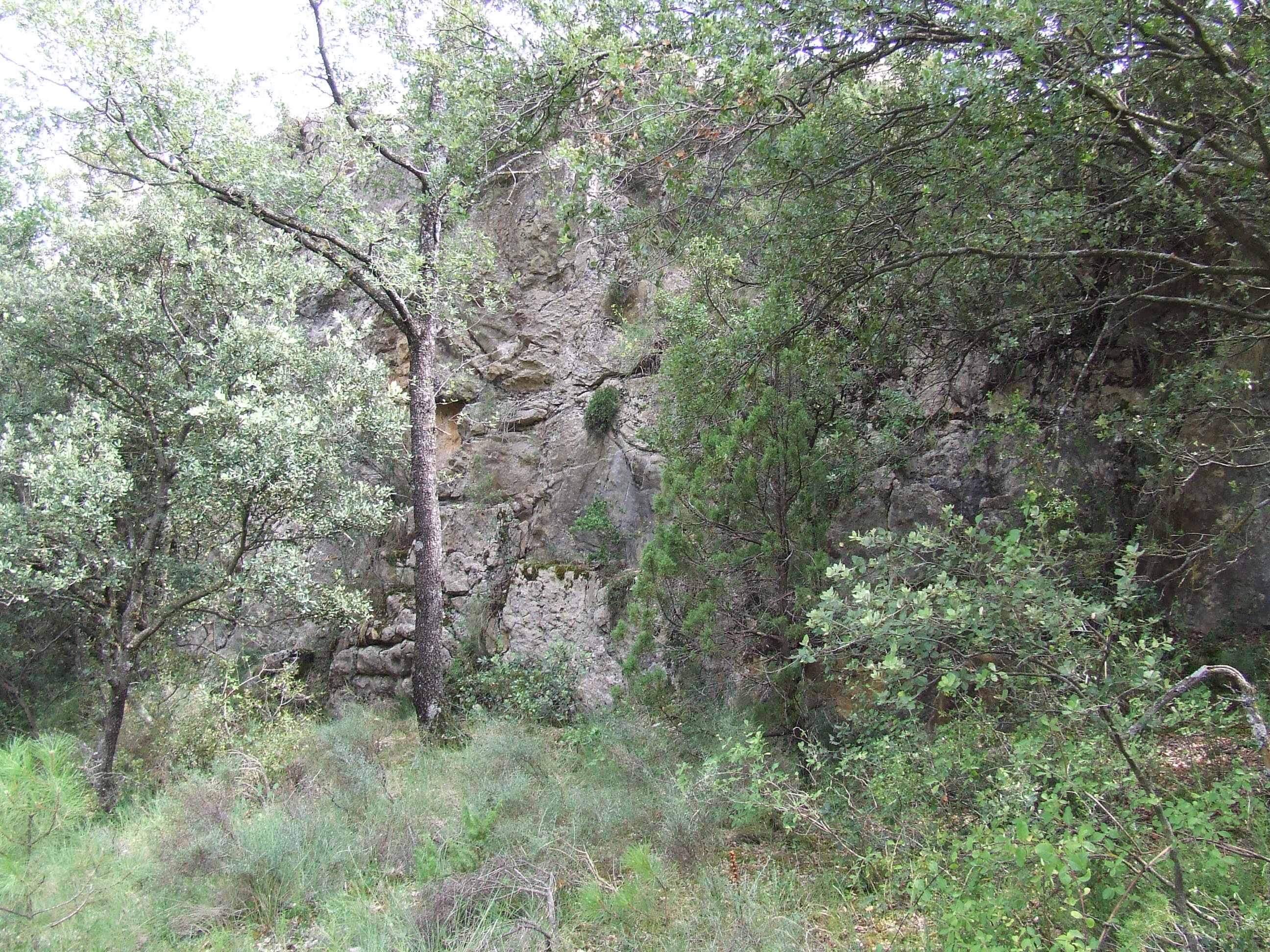
Espai amb incisions a la roca natural, on sembla que hi havia construccions de fusta del castell de Sant Agustí

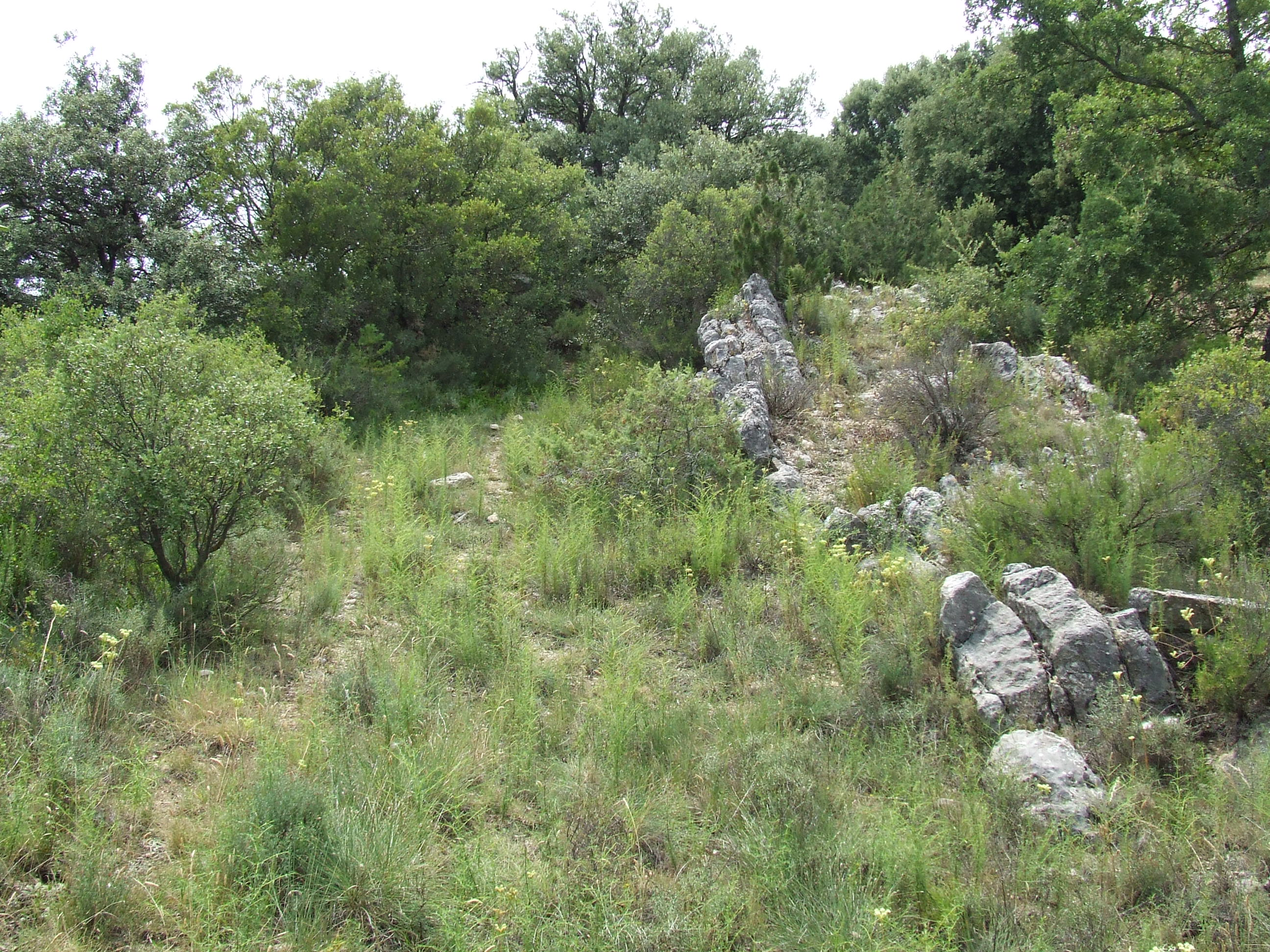
Filada de roca natural que formava part de l'estructura defensiva del castell

El Castell de Sant Agustí fou un castell medieval situat en territori de la vila d'Abella de la Conca, del terme municipal del mateix nom, (Pallars Jussà), declarat Bé cultural d'interès nacional en la categoria de Zona arqueològica.
Situat a ponent de la vila d'Abella de la Conca, al capdamunt d'un cingle rocallós al sud de Magaró i al nord i damunt de lo Trull del Carreu. En un lloc mig ocupat per un bosquet d'alzines, costa de trobar-hi les restes d'aquest castell.
Era un castell adaptat a la cinglera on es troba, per la qual cosa és allargassat: uns 25 metres de llarg per uns 4 d'ample. Està molt enderrocat, però encara s'hi ha pogut reconèixer una part del clos murat i del fossat, sobretot al costat de ponent. Constituïa una petita plaça fortificada, relacionada amb el Castell d'Abella de la Conca i, segurament, amb les altres restes arqueològiques trobades en els entorns, com l'antiga ciutat de Pil·la.
Tot i la migradesa de les seves restes, és un espai històric protegit, declarat BCIN (Bé cultural d'interès nacional) i considerat dins del catàleg del patrimoni cultural català.

## Etimologia
No es coneix amb exactitud l'advocació a la qual es refereix aquest castell. Podria ser el titular de la capella del castell, de la qual no en queda ni rastre.